# Sociologie urbană
Sociologia urbană este studiul vieții și a interacțiunii umane în zonele urbane și metropolitane. Fundația acestei științe sociologice a fost așezată de sociologi precum Karl Marx, Ferdinand Tönnies, Max Weber și Georg Simmel.

## Exemplificări ale sociologiei urbane
Studiul sociologiei urbane este exemplificat și în alte domenii, precum artele. Pictorul american Edward Hopper este cunoscut datorită unor tablouri ca Automat⁠(en)[traduceți] și Păsări de Noapte, care portretizează zone metropolitane ale New York-ului și alienarea oamenilor ce trăiesc în oraș.